# Namibia i olympiska sommarspelen 1992
Namibia deltog i de olympiska sommarspelen 1992 med en trupp bestående av sex deltagare, och totalt blev det två silver.

## Boxning
Weltervikt
- Harry Simon
  1. Första omgången — Förlorade mot Aníbal Acevedo (Puerto Rico), på poäng (11:13)

## Friidrott
- Frankie Fredericks

Herrarnas maraton
- Tuihaleni Kayele — 2:31,41 (→ 69:e plats)
- Luketz Swartbooi — fullföljde inte